# Caroline-Mathilde av Danmark
Caroline-Mathilde (smeknamn: Calma) (Caroline-Mathilde Louise Dagmar Christiane Maud Augusta Ingeborg Thyra Adelheid), född 27 april 1912 på Jægersborghus, död 12 december 1995 på Sorgenfri slott, var en dansk prinsessa.
Hon var dotter till prins Harald av Danmark och prinsessan Helena av Glücksborg. År 1933 gifte hon sig med sin kusin prins Knud av Danmark, som var son till Kristian X, bror till prins Harald, och drottning Alexandrine. Paret fick tre barn. Större delen av sina liv bodde de på Sorgenfri slott utanför Kongens Lyngby norr om Köpenhamn. De ägde även Klitgården i Skagen.

## Biografi

### Tidiga år

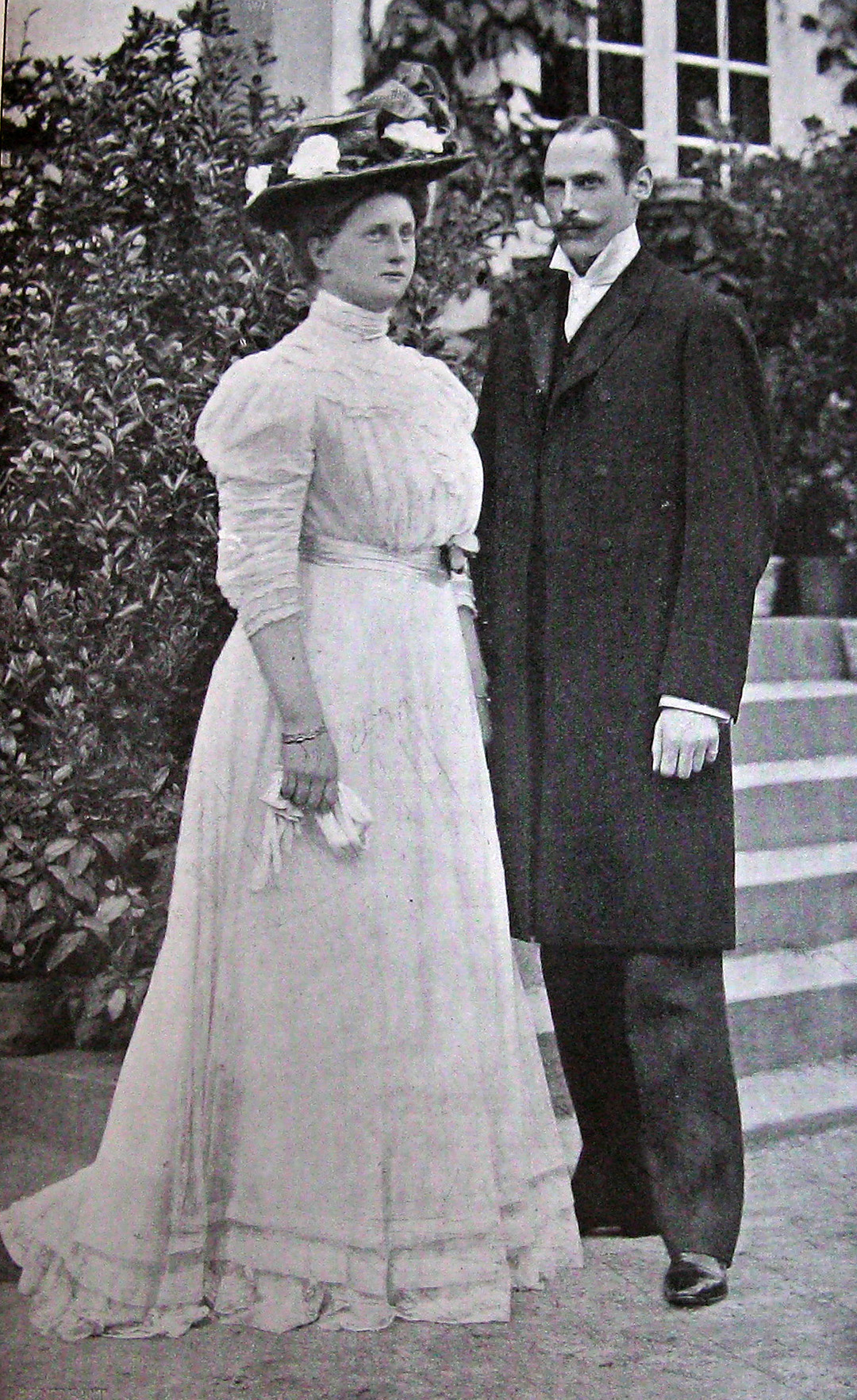
Prinsessan Caroline-Mathildes föräldrar: Prins Harald og Prinsessan Helena (1909).

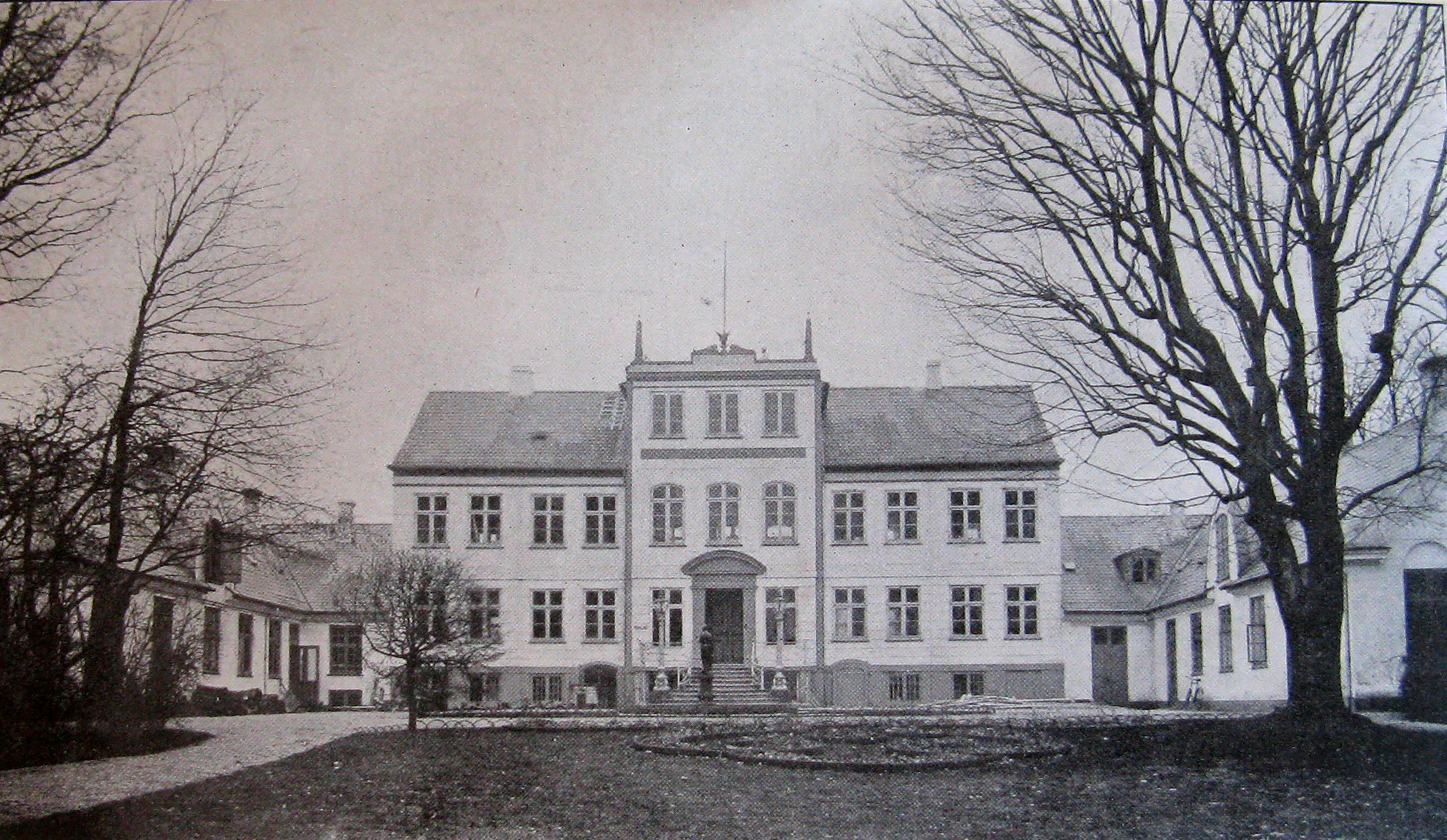
Prinsessan Caroline-Mathildes födelseort och barndomshem, Jægersborghus, norr om Köpenhamn (1909).

Prinsessan Caroline-Mathilde av Danmark föddes den 27 april 1912 på sina föräldrars residens, Jægersborghus, beläget i Jægersborg 10 kilometer norr om Köpenhamn. Hon var det andra barnet och den andra dottern till prins Harald av Danmark och prinsessan Helena av Schleswig-Holstein-Sonderburg-Glücksburg. Hennes far var den tredje sonen till kung Fredrik VIII och hans maka, prinsessan Louise av Sverige, medan hennes mor var den tredje dottern till hertig Fredrik Ferdinand av Schleswig-Holstein-Sonderburg-Glücksburg och hans maka, prinsessan Karolina Matilda av Schleswig-Holstein-Sonderburg-Augustenburg.
Prinsessan fick sitt namn efter sin mormor och döptes med namnen Caroline Mathilde Louise Dagmar Christine Maud Augusta Ingeborg Thyra Adelheid. I familjen kallades hon Calma.
Prinsessan Caroline-Mathilde växte upp med sina fyra syskon prinsessan Feodora, prinsessan Alexandrine-Louise, prins Gorm och prins Oluf. De första åtta åren av hennes liv bodde familjen på Jægersborghus. Från 1918 bodde familjen i en villa på Svanemøllevej 25 i Ryvangen på Østerbro i Köpenhamn.
Vid 18 års ålder gick den fotointresserade prinsessan Caroline-Mathilde i lärling hos fotografen Anne Marie Lindequist, som senare blev en av drottning Ingrids favoritfotografer.

### Förlovning och vigsel

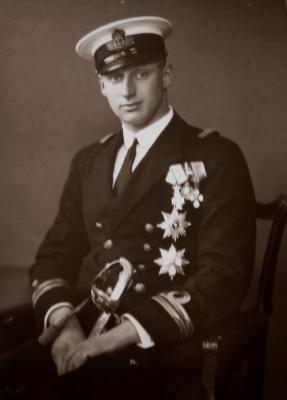
Prins Knud i 1935.

Den 27 januari 1933 förlovades prinsessan Caroline-Mathilde vid 20 års ålder med sin kusin, den 32-årige prins Knud av Danmark. Han var son till kung Kristian X och drottning Alexandrine, och deras fäder var bröder. Vigseln ägde rum den 8 september 1933 i Fredensborgs slottskyrka på norra Sjælland.
Efter bröllopet flyttade paret in i en sidoflygel av Sorgenfri slott, beläget vid den lilla floden Mølleåen utanför Kongens Lyngby i norra utkanten av Köpenhamn. De fick tre barn: prinsessan Elisabeth (född 1935), prins Ingolf (född 1940) och prins Christian (född 1942).
Paret bodde permanent på Sorgenfri slott under hela sitt liv. 1944 ärvde prins Knud av sin farbror prins Gustav av Danmark Egelunds slott vid Fredensborg på Norra Sjælland, som paret sedan använde som sommarbostad tills arvprinsen 1954 sålde det till Danska Arbetsgivarföreningen. Prins Knud ärvde 1952 också sina föräldrars sommarbostad Klitgaarden i Skagen i Nordjylland efter sin mor, drottning Alexandrine, som paret sedan använde som sommarbostad, och som förblev i familjens ägo fram till 1997.

### Arvprinsessa i Danmark

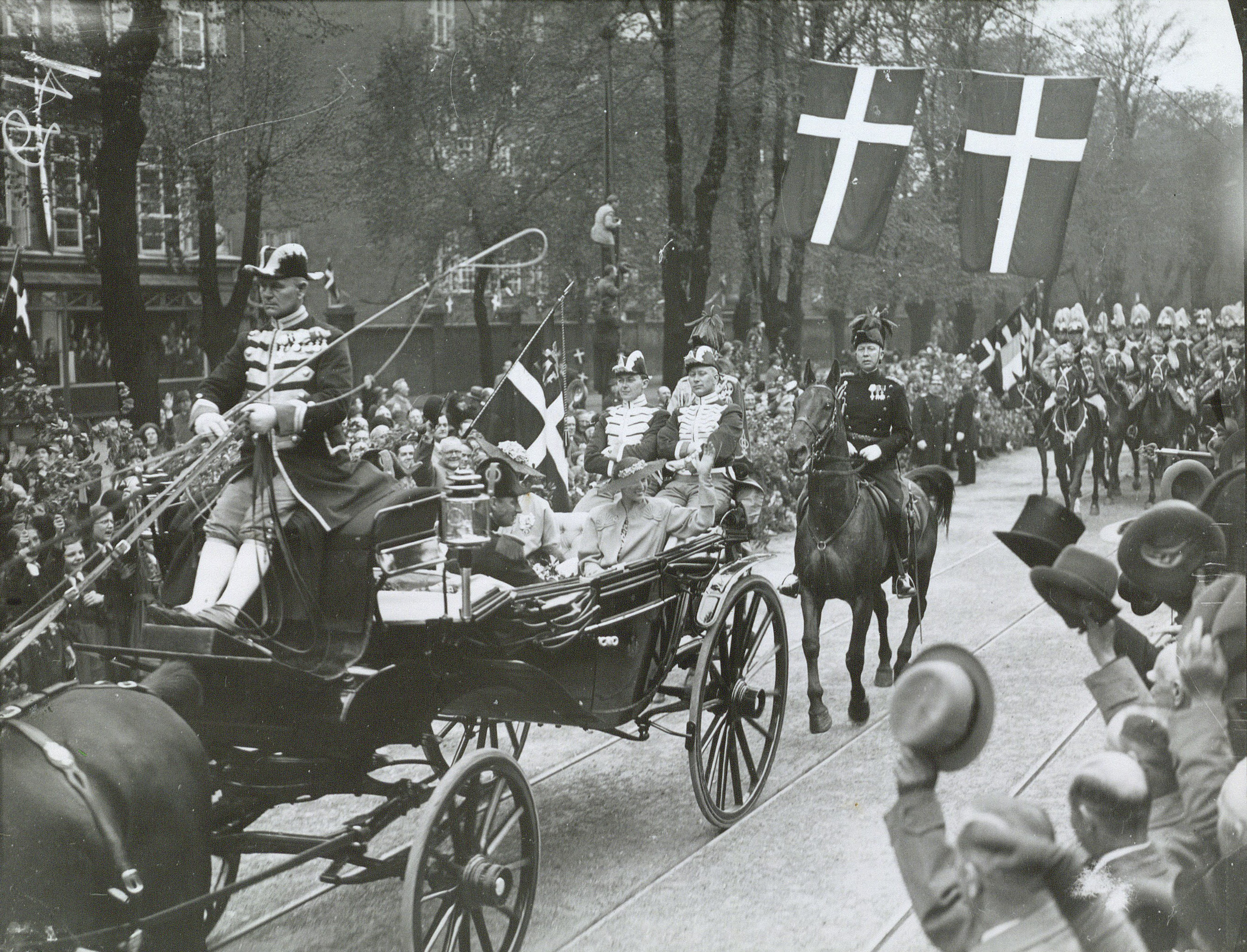
Prins Knud och prinsessan Caroline Mathilde åker i en öppen landå vid Kung Christian X:s 25-års regeringsjubileum 15 maj 1937.

Caroline-Mathilde och hennes man Knud blev 1947 upphöjda till arvprinsessa och arvprins i och med kung Kristian X:s död. Arvprinstiteln betyder att man står närmast tronen. 1953 antogs dock en ny tronföljdslag som innebar arvsrätt även för de kvinnliga medlemmarna i kungahuset. Lagen hade retroaktiv verkan så arvprinsparet fick således träda tillbaka för prinsessorna Margrethe II av Danmark, Benedikte av Danmark och Anne-Marie av Danmark. Arvprinsparet erhöll redan apanage, men deras äldste son prins Ingolf fick ett årligt belopp ur civillistan (apanage) som kompensation för att han förlorade sin chans att bli kung. Det årliga beloppet var 2008 1,4 miljoner danska kronor. Caroline-Mathilde och hennes man Knud fick ändå behålla sina titlar som arvprinspar. 
Arvprins Knud dog 1976. Arvprinsessan Caroline Mathilde överlevde sin man med 19 år och dog 83 år gammal den 12 december 1995 på Sorgenfri slott. Hon ligger begravd i Roskilde domkyrka bredvid sin man.
Prinsessan Caroline-Mathildes arvingar sålde Klitgaarden 1997 till Klitgaardenfonden, som har disponerat villan för stipendieplatser för konstnärer, forskare med flera grupper.

## Barn
- Prinsessan Elisabeth av Danmark, född 8 maj 1935, död 19 juni 2018, ogift, hade inga barn
- Ingolf av Rosenborg, greve av Rosenborg, född prins av Danmark, född 17 februari 1940, gift, har inga barn
- Christian, greve av Rosenborg, född prins av Danmark, född 22 oktober 1942, död 21 maj 2013, gift, har tre barn (döttrar)

## Anfäder
|                              |  |  |  |  |  |  |  |                              |  |  |  |  |  |  |  |                                                               |  |  |  |  |  |  |  | Kristian IX av Danmark                                |
|                              |  |  |  |  |  |  |  |                              |  |  |  |  |  |  |  |                                                               |  |  |  |  |  |  |  |                                                       |
|                              |  |  |  |  |  |  |  |                              |  |  |  |  |  |  |  | Fredrik VIII av Danmark                                       |  |  |  |  |  |  |  |                                                       |
|                              |  |  |  |  |  |  |  |                              |  |  |  |  |  |  |  |                                                               |  |  |  |  |  |  |  |                                                       |
|                              |  |  |  |  |  |  |  |                              |  |  |  |  |  |  |  |                                                               |  |  |  |  |  |  |  | Louise av Hessen-Kassel                               |
|                              |  |  |  |  |  |  |  |                              |  |  |  |  |  |  |  |                                                               |  |  |  |  |  |  |  |                                                       |
|                              |  |  |  |  |  |  |  | Harald av Danmark            |  |  |  |  |  |  |  |                                                               |  |  |  |  |  |  |  |                                                       |
|                              |  |  |  |  |  |  |  |                              |  |  |  |  |  |  |  |                                                               |  |  |  |  |  |  |  |                                                       |
|                              |  |  |  |  |  |  |  |                              |  |  |  |  |  |  |  |                                                               |  |  |  |  |  |  |  | Karl XV                                               |
|                              |  |  |  |  |  |  |  |                              |  |  |  |  |  |  |  |                                                               |  |  |  |  |  |  |  |                                                       |
|                              |  |  |  |  |  |  |  |                              |  |  |  |  |  |  |  | Louise av Sverige                                             |  |  |  |  |  |  |  |                                                       |
|                              |  |  |  |  |  |  |  |                              |  |  |  |  |  |  |  |                                                               |  |  |  |  |  |  |  |                                                       |
|                              |  |  |  |  |  |  |  |                              |  |  |  |  |  |  |  |                                                               |  |  |  |  |  |  |  | Lovisa av Nederländerna                               |
|                              |  |  |  |  |  |  |  |                              |  |  |  |  |  |  |  |                                                               |  |  |  |  |  |  |  |                                                       |
| Caroline-Mathilde av Danmark |  |  |  |  |  |  |  |                              |  |  |  |  |  |  |  |                                                               |  |  |  |  |  |  |  |                                                       |
|                              |  |  |  |  |  |  |  |                              |  |  |  |  |  |  |  |                                                               |  |  |  |  |  |  |  | Fredrik av Glücksburg                                 |
|                              |  |  |  |  |  |  |  |                              |  |  |  |  |  |  |  |                                                               |  |  |  |  |  |  |  |                                                       |
|                              |  |  |  |  |  |  |  |                              |  |  |  |  |  |  |  | Fredrik Ferdinand av Schleswig-Holstein-Sonderburg-Glücksburg |  |  |  |  |  |  |  |                                                       |
|                              |  |  |  |  |  |  |  |                              |  |  |  |  |  |  |  |                                                               |  |  |  |  |  |  |  |                                                       |
|                              |  |  |  |  |  |  |  |                              |  |  |  |  |  |  |  |                                                               |  |  |  |  |  |  |  | Adelheid av Schaumburg-Lippe                          |
|                              |  |  |  |  |  |  |  |                              |  |  |  |  |  |  |  |                                                               |  |  |  |  |  |  |  |                                                       |
|                              |  |  |  |  |  |  |  | Helene av Schleswig-Holstein |  |  |  |  |  |  |  |                                                               |  |  |  |  |  |  |  |                                                       |
|                              |  |  |  |  |  |  |  |                              |  |  |  |  |  |  |  |                                                               |  |  |  |  |  |  |  |                                                       |
|                              |  |  |  |  |  |  |  |                              |  |  |  |  |  |  |  |                                                               |  |  |  |  |  |  |  | Fredrik av Schleswig-Holstein-Sonderburg-Augustenburg |
|                              |  |  |  |  |  |  |  |                              |  |  |  |  |  |  |  |                                                               |  |  |  |  |  |  |  |                                                       |
|                              |  |  |  |  |  |  |  |                              |  |  |  |  |  |  |  | Karolina Matilda av Holstein-Augustenburg                     |  |  |  |  |  |  |  |                                                       |
|                              |  |  |  |  |  |  |  |                              |  |  |  |  |  |  |  |                                                               |  |  |  |  |  |  |  |                                                       |
|                              |  |  |  |  |  |  |  |                              |  |  |  |  |  |  |  |                                                               |  |  |  |  |  |  |  | Adelheid av Hohenlohe-Langenburg                      |
|                              |  |  |  |  |  |  |  |                              |  |  |  |  |  |  |  |                                                               |  |  |  |  |  |  |  |                                                       |